# Tailândia nos Jogos Olímpicos de Verão de 2012
A Tailândia competiu nos Jogos Olímpicos de Verão de 2012, que aconteceram na cidade de Londres, no Reino Unido, de 27 de julho até 12 de agosto de 2012.

## Medalhas
| Atleta           | Esporte        | Evento                       | Medalha |
| ---------------- | -------------- | ---------------------------- | ------- |
| Kaeo Pongprayoon | Boxe           | Peso mosca-ligeiro masculino | Prata   |
| Pimsiri Sirikaew | Halterofilismo | Até 58 kg feminino           | Prata   |
| Chanatip Sonkham | Taekwondo      | Até 49 kg feminino           | Bronze  |

## Desempenho

### Badminton
Masculino
| Atleta          | Prova   | Ronda dos 64           | Ronda dos 32           | Ronda dos 16           | Quartos-finais         | Semifinais             | Final                  | Final |
| Atleta          | Prova   | Adversário e resultado | Adversário e resultado | Adversário e resultado | Adversário e resultado | Adversário e resultado | Adversário e resultado | Pos.  |
| --------------- | ------- | ---------------------- | ---------------------- | ---------------------- | ---------------------- | ---------------------- | ---------------------- | ----- |
| Boonsak Ponsana | Simples |                        |                        |                        |                        |                        |                        |       |

### Canoagem slalom
Masculino
| Atleta           | Evento | Preliminar | Preliminar | Preliminar | Preliminar | Semifinais  | Semifinais  | Final       | Final       |
| Atleta           | Evento | Descida 1  | Descida 2  | Total      | Posição    | Tempo       | Posição     | Tempo       | Posição     |
| ---------------- | ------ | ---------- | ---------- | ---------- | ---------- | ----------- | ----------- | ----------- | ----------- |
| Hermann Husslein | C-1    | 100s67     | 95s11      | 95s11      | 19º        | Não avançou | Não avançou | Não avançou | Não avançou |

### Halterofilismo(7 atletas)
Masculino
| Atleta                   | Evento | Arranque (kg) | Arremesso (kg) | Total (kg) | Posição |
| ------------------------ | ------ | ------------- | -------------- | ---------- | ------- |
| Atthaphon Daengchanthuek | -69kg  | 130,0         | 170,0          | 300,0      | 16º     |
| Chatuphum Chinnawong     | -77kg  | 157,0         | 191,0          | 348,0      | 4º      |
| Pitaya Tibnoke           | -85kg  | 152,0         | 196,0          | 348,0      | 12°     |

Feminino
| Atleta                | Evento | Arranque (kg) | Arremesso (kg) | Total (kg)  | Posição          |
| --------------------- | ------ | ------------- | -------------- | ----------- | ---------------- |
| Sirivimon Pramongkhol | -48kg  | 82,0          | 109,0          | 191,0       | 4º               |
| Panida Khamsri        | -48kg  | Não avançou   | Não avançou    | Não avançou | Não avançou      |
| Pimsiri Sirikaew      | -58kg  | 100,0         | 136,0          | 236,0       | Medalha de prata |
| Rattikan Gulnoi       | -58kg  | 100,0         | 134,0          | 234,0       | 4º               |

### Natação
Feminino
| Atletas              | Evento      | Eliminatórias | Eliminatórias | Semifinal   | Semifinal   | Final       | Final       |
| Atletas              | Evento      | Tempo         | Posição       | Tempo       | Posição     | Tempo       | Posição     |
| -------------------- | ----------- | ------------- | ------------- | ----------- | ----------- | ----------- | ----------- |
| Natthanan Junkrajang | 200 m livre | 2min02s49     | 30º           | Não avançou | Não avançou | Não avançou | Não avançou |
| Natthanan Junkrajang | 400 m livre | 4min16s45     | 29º           |             |             | Não avançou | Não avançou |

### Taekwondo
| Atleta         | Evento           | Oitavas de final       | Quartas de final       | Semifinais             | Repescagem 1           | Repescagem 2           | Final                  | Final |
| Atleta         | Evento           | Adversário e resultado | Adversário e resultado | Adversário e resultado | Adversário e resultado | Adversário e resultado | Adversário e resultado | Pos.  |
| -------------- | ---------------- | ---------------------- | ---------------------- | ---------------------- | ---------------------- | ---------------------- | ---------------------- | ----- |
| Pen-Ek Karaket | −58 kg masculino |                        |                        |                        |                        |                        |                        |       |

### Tiro
Masculino
| Atleta                | Evento                | Qualificação | Qualificação | Final       | Final       | Posição |
| Atleta                | Evento                | Placar       | Posição      | Placar      | Total       | Posição |
| --------------------- | --------------------- | ------------ | ------------ | ----------- | ----------- | ------- |
| Jakkrit Panichpatikum | Pistola de ar de 10 m | 566          | 37º          | Não avançou | Não avançou | 37º     |
| Jakkrit Panichpatikum | Tiro rápido 25 m      | 578          | 15º          | Não avançou | Não avançou | 15º     |
| Jakkrit Panichpatikum | Pistola livre 50 m    | 558          | 14º          | Não avançou | Não avançou | 14º     |

### Tiro com arco(1 atleta)
| Atleta            | Prova                | Rodada de classificação | Rodada de classificação | Ronda dos 64                     | Ronda dos 32           | Ronda dos 16           | Quartos-finais         | Semifinais             | Final                  | Final       |
| Atleta            | Prova                | Placar                  | Pos.                    | Adversário e resultado           | Adversário e resultado | Adversário e resultado | Adversário e resultado | Adversário e resultado | Adversário e resultado | Pos.        |
| ----------------- | -------------------- | ----------------------- | ----------------------- | -------------------------------- | ---------------------- | ---------------------- | ---------------------- | ---------------------- | ---------------------- | ----------- |
| Witthaya Thamwong | Individual masculino | 662                     | 38º                     | FRA T. Faucheron D 0-2, 0-2, 0-2 | Não avançou            | Não avançou            | Não avançou            | Não avançou            | Não avançou            | Não avançou |